# Ganzfeld-vizsgálat

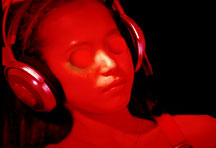
A „vevő” kísérleti személy a ganzfeld-kísérletben.

A ganzfeld-vizsgálat (német: „teljes mező”) a parapszichológiai kutatásokban használt egyik kísérleti elrendezés, mely a vizsgálati személy extraszenzoros percepcióban (ESP) mutatott képességeit hivatott vizsgálni. A vizsgálat során a kísérleti személy homogén vizuális és akusztikus ingerlést kap, mely a szenzoros depriváció hatását igyekszik szimulálni.

## A kísérleti elrendezés
A tipikus ganzfeld-kísérlet a következőképpen zajlik:
Az „adó” személy egy hangszigetelt szobában képeket vagy rövid videó felvételeket néz, amit egymáshoz hasonló ingerek sokaságából választanak ki. A bemutatott felvétel a kísérlet „céltárgya”.
A „vevő” kísérleti személy ugyancsak egy hangszigetelt szobában foglal helyet. A szobát homogén piros fénnyel világítják meg, a kísérleti személy szemét áttetsző, félbevágott pingponglabdához hasonló eszközzel takarják le. A fülére illesztett fejhallgatóból fehér zaj szól.
A vevőnek a másik szobában több ingert mutatnak be, melyek közül az egyik a céltárgy. A kísérleti személynek osztályoznia kell, ezen ingerek mennyire hasonlítanak az adó személynek bemutatott ingerhez. Találatnak az tekinthető, ha a vevő a legmagasabb osztályzatot a céltárgynak adja.

## Külső hivatkozások
- Para.lap.hu - linkgyűjtemény